# Cornelia de limitibus
Cornelia de limitibus va ser una llei romana que permetia al poble transitar pels anomenats limites actuarii com si fos un camí públic. No se sap segur si la va establir Sul·la cap a l'any 80 aC, o realment va ser Genu Corneli Cos, tribú amb potestat consular l'any 347 ab urbe condita (406 aC). La llei Julia Sempronia, la va ratificar, i al seu torn va ser ratificada posteriorment per la Julia de limitibus.